# Lutherstadt Eisleben
Lutherstadt Eisleben település Németországban, azon belül Szász-Anhalt tartományban. Lakosainak száma 22 609 fő (2023. december 31.). Lutherstadt Eisleben Farnstädt, Querfurt, Bornstedt, Gerbstedt, Seegebiet Mansfelder Land, Helbra, Klostermansfeld, Wimmelburg, Hergisdorf és Allstedt községekkel határos.
A város eredeti neve Eisleben. Luther Márton (1483–1546) itt született és hunyt el. Emlékére a város nevét 1946-ban (halálának 400. évfordulóján) Lutherstadt („Lutherváros”) előnévvel egészítették ki.

## Népesség
A település népességének változása:
| Lakosok száma | 24 198 | 23 651 | 23 373 | 22 404 | 22 639 | 22 609 |
|               | 2015   | 2017   | 2019   | 2021   | 2022   | 2023   |